# Edward Witliński
Edward Witliński (ur. 19 marca?/31 marca 1896 w Chodorkowie, gub. kijowska, zm. 4–7 kwietnia 1940 w Katyniu) – kapitan artylerii Wojska Polskiego, kawaler Orderu Virtuti Militari, ofiara zbrodni katyńskiej.

## Życiorys
Syn Stanisława i Marii z Radzikowskich. Absolwent szkoły handlowej i Instytutu Handlowego w Kijowie. W lutym 1917 wcielony do armii rosyjskiej, ukończył szkołę oficerską piechoty. Od 13 grudnia 1917 jako chorąży w I Korpusie Polskim, następnie przeniesiony do III Korpusu. Walczył z Sowietami pod Starokonstantynowem i Krasiłową. Po demobilizacji podjął studia na Politechnice Kijowskiej. Od listopada 1918 w Wojsku Polskim. Po ukończeniu Szkoły Podchorążych Piechoty w Warszawie skierowany w stopniu podporucznika do 41 Suwalskiego pułku piechoty. Na froncie ukraińskim dowodził kompanią. Wziął udział w wyprawie kijowskiej. Został uhonorowany Krzyżem Srebrnym Orderu Wojskowego Virtuti Militari, a we wniosku o nadanie tego odznaczenia, napisano m.in.:

Ppor. Witliński Edward, oficer kompanijny 5 kompanii, 14 VI 1920 r. przy odwrocie spod Kijowa, gdy 2/41 pp otrzymał rozkaz, by podążyć i spiesznie obsadzić most na rzece Teterew we wsi Migałki i tam przykryć przeprawę taboru i dywizjonu artylerii z plutonem 5 kompanii, maszerował jako straż przednia baonu. Gdy baon dotarł na 2 kilometry od przeprawy, przeciwnik zajął już most i zaatakował podchodzący tam tabor. 5 komp. otrzymuje rozkaz natychmiast pospieszyć do mostu i wybić tam znajdującego się przeciwnika. Ppor. Witliński z jednym plutonem biegiem dotarł do wsi i mostu, błyskawicznym atakiem na bagnety wyrzuca przeciwnika i pędzi go do 4 kilometrów, zdobywając przy tym 8 km. Następnie, kiedy przeciwnik podciąga posiłki i zaczyna ponownie nacierać lasem, oskrzydlając pluton, ppor. Witliński utrzymuje się jednak na pozycji do nadejścia reszty kompanii i całego baonu i tym daje możliwość, by stworzyć przyczółek.

W 1924 zakończył służbę w 41 pp. w stopniu porucznika, który uzyskał w 1922. Następnie po ukończeniu Szkoły Młodszych Specjalistów Artylerii w Toruniu skierowany na dowódcę plutonu w 8 pułku artylerii polowej. Od 1927 oficer personalny pułku. Awansowany do stopnia kapitana w 1928, objął dowództwo baterii. W 1930 ukończył kurs doszkalający i został wyznaczony dowódcą baterii w 20 pułku artylerii lekkiej. W 1938 przeniesiony na stanowisko oficera mobilizacyjnego Mazowieckiej Szkoły Podchorążych Artylerii nr 2 w Zambrowie.
Po wybuchu II wojny światowej i agresji ZSRR na Polskę z 17 września 1939, w nieznanych okolicznościach dostał się do niewoli sowieckiej. Od października 1939 przebywał w obozie w Putywlu, a następnie od listopada 1939 znajdował się na liście jeńców przebywających w obozie w Kozielsku. Między 3 a 5 kwietnia 1940 został przekazany do dyspozycji naczelnika Zarządu NKWD Obwodu Smoleńskiego – lista wywózkowa bez numeru z 2 kwietnia 1940, pozycja 72. Między 4 a 7 kwietnia 1940 został zamordowany w Katyniu przez funkcjonariuszy Obwodowego Zarządu NKWD w Smoleńsku oraz pracowników NKWD przybyłych z Moskwy na mocy decyzji Biura Politycznego KC WKP(b) z 5 marca 1940. Ofiary tej zbrodni grzebano w bezimiennych mogiłach zbiorowych, gdzie od 28 lipca 2000 mieści się oficjalnie Polski Cmentarz Wojenny w Katyniu. W miejscu tym prowadzone były ekshumacje i prace archeologiczne, jednak Edward Witliński nie został zidentyfikowany. W Archiwum Robla w pakiecie 01872-02 został wymieniony w pamiętniku znalezionym przy szczątkach Zygmunta Gosiewskiego. W 1948 Sąd w Łomży uznał Edwarda Witlińskiego za zmarłego.
Był żonaty z Haliną Kawalkowską, miał syna Bohdana.
5 października 2007 minister obrony narodowej Aleksander Szczygło mianował go pośmiertnie na stopień majora. Awans został ogłoszony 9 listopada 2007 w Warszawie, w trakcie uroczystości „Katyń Pamiętamy – Uczcijmy Pamięć Bohaterów”.

## Ordery i odznaczenia
- Krzyż Srebrny Orderu Wojskowego Virtuti Militari nr 859[3][1] – 16 lutego 1921[16]
- Krzyż Walecznych – czterokrotnie[17][1]
- Srebrny Krzyż Zasługi – 22 maja 1939[18]
- Medal Pamiątkowy za Wojnę 1918–1921[19]
- Medal Dziesięciolecia Odzyskanej Niepodległości[19]
- Państwowa Odznaka Sportowa[19]
- Odznaka Pamiątkowa 8 pułku artylerii lekkiej[19]

## Upamiętnienie
13 kwietnia 2016, w ramach akcji „Katyń... pamiętamy” / „Katyń... Ocalić od zapomnienia”, w ogrodzie Pałacu Prezydenckiego został zasadzony Dąb Pamięci poświęconego wszystkim Ofiarom Zbrodni Katyńskiej, certyfikat z numerem 1.